# Phlégon
Phlégon de Tralles, affranchi de l'empereur Hadrien, est un écrivain et historien de langue grecque du Ier-IIe siècle.

## Œuvres
Phlégon est l'auteur des Olympiades, dans lequel il recense en 16 livres les vainqueurs des épreuves et les évènements de l'époque (des premiers aux 229es jeux, soit de 776 av. J.-C. à 137 apr. J.-C.). Phlégon donne des indications sur les fondateurs des jeux différentes de la tradition de Pindare. Cette œuvre n'est connue que par fragments.
Il est aussi l'auteur de deux autres livres : 
- Records de longévité, liste des Italiens dépassant l'âge de 100 ans, d'après le recensement romain.
- Le livre des merveilles, histoires de fantômes, dont le texte n'est connu que par un seul manuscrit, le Codex Palatinus graecus 398[3].
- Olympiades : ouvrage de 16 livres conservés de façon fragmentaire, retraçant l'histoire de Jeux olympiques et recensant ses vainqueurs depuis l'origine des jeux.

## Postérité
Le Livre des merveilles est une source d'inspiration pour le récit La Fiancée de Corinthe (Die Braut vor Korinth) de Goethe (1797) et la nouvelle La morte amoureuse écrite en 1836 par Théophile Gautier.

### Œuvres
- (grc) Karl Müller, Fragmenta historicorum graecorum, éd. grecque et trad. latine par Karl et Theodor Müller puis Victor Langlois, Paris, 1841-1870, 5 vol. rééditions 1875-1885, 1928-1938 ; repr. Frankfurt am Main, 1975. (Les fragments de Phlégon sont rassemblés dans le volume 3.)
- Le livre des merveilles, chap. I, trad. Catherine Schneider, Paranormale Antiquité, Les Belles Lettres, 2001.
- Le livre des merveilles, chap. II-III, trad. Luc Brisson, Le sexe incertain. Androgynie et hermaphrodisme dans l'Antiquité gréco-romaine, Les Belles Lettres, 1997.

### Études
- (en) William Hansen, trad., commentaires et intro. à Phlegon of Tralles, Book of Marvels, University of Exeter Press, 1996.
- Jacques Jouanna, « Mythe et rite : La fondation des jeux olympiques chez Pindare », Ktèma : civilisations de l'Orient, de la Grèce et de Rome antiques, no 27,‎ 2002, p. 105-118 (lire en ligne).
- Bruno Vancamp, « notes de lecture de Phlegon Von Tralleis. Das Buch der Wunder und Zeugnisse seiner Wirkungsgeschicht », Revue belge de philologie et d'histoire, t. 83,‎ 2005, p. 200 (lire en ligne)